# Frédéric Dufour
Frédéric Dufour, född den 2 februari 1976 i Lyon i Frankrike, är en fransk roddare.
Han tog OS-silver i lättvikts-dubbelsculler i samband med de olympiska roddtävlingarna 2004 i Aten.